# Левітас Ілля Михайлович
Ілля Михайлович Левітас (11 грудня 1931, Ташкент, Узбецька РСР, СРСР — 3 серпня 2014, Київ, Україна) — український історик, педагог, журналіст, громадський діяч єврейського походження, президент Єврейської ради України, президент Ради національних товариств України. Герой України (2021).

## Життєпис

### Освіта
Закінчив Київський державний інститут фізкультури (1959) та Київський державний педагогічний інститут (1964).

### Кар'єра
У 1952–1992 працював у школах Києва вчителем російської літератури та фізичного виховання.
У 1989 заснував Раду національних товариств України, яка зараз об'єднує більше як 300 місцевих організацій 39 національностей. Організатор обласних рад національних товариств в 13 областях України і Всеукраїнського фестивалю «Усі ми діти твої, Україно»! (1990). Ініціював створення національних товариств: ромського, курдського, естонського, ассирійського, казахського. Представляв Україну на різних міжнародних форумах, конференціях, конгресах, нарадах.
У 1989 заснував і очолив першу єврейську всеукраїнську організацію — Товариство єврейської культури України, яке в 1992 увійшло до складу Єврейської ради України. Засновник Товариства «Україна-Ізраїль» (1990).

Могила Іллі Левітаса, Байкове кладовище

У 1990 заснував єврейську газету «Відродження», в 1992 — першу всеукраїнську газету «Єврейські вісті», яку редагував з того часу. За ініціативою І. М. Левітаса створені вірменська, болгарська, єврейська, польська, румунська національні газети.
У 2001—2003 був головою Ради представників національних меншин України при Президентові України.
Помер на 83-му році життя 3 серпня 2014 року. Похований на Байковому кладовищі (ділянка № 49, 50°25′01.8″ пн. ш. 30°30′2.4″ сх. д. / 50.417167° пн. ш. 30.500667° сх. д.).

## Творчість
Автор і упорядник 23 книг з історії єврейського народу, у тому числі — десяти книг про трагедію Бабиного Яру. Автор понад 200 статей.

## Нагороди та відзнаки
- Звання Герой України з удостоєнням ордена Держави (29 вересня 2021, посмертно) — за визначний особистий внесок у відродження та розвиток національних культур України, збереження та вшанування пам'яті про трагедію Бабиного Яру, консолідацію українського суспільства, багаторічну плідну громадську і просвітницьку діяльність[2]
- Орден «За заслуги» I ст. (16 січня 2009) — за вагомий особистий внесок у справу консолідації українського суспільства, розбудову демократичної, соціальної і правової держави та з нагоди Дня Соборності України[3]
- Орден «За заслуги» II ст. (28 листопада 2006) — за вагомий особистий внесок у соціально-економічний і культурний розвиток України, вагомі досягнення у професійній діяльності, багаторічну сумлінну працю та з нагоди річниці підтвердження всеукраїнським референдумом 1 грудня 1991 року Акта проголошення незалежності України[4]
- Орден «За заслуги» III ст. (10 грудня 2001) — за вагомий особистий внесок у відродження і розвиток національних культур народів України, плідну мистецьку і громадську діяльність[5]
- Заслужений працівник культури України (1991)
- відмінник фізкультури і спорту СРСР (1983)
- відмінник народної освіти України (1978), вчитель вищої категорії
- майстер спорту з гандболу (1954), суддя республіканської категорії (1958)